# Anh hùng xạ điêu (phim truyền hình 2008)
Xạ điêu anh hùng truyện (giản thể: 射雕英雄传; phồn thể: 射鵰英雄傳; bính âm: Shè Diāo Yīng Xióng Zhuàn) là bộ phim truyền hình do Hãng ảnh thị Thượng Hải (上海唐人电影制作有限公司) của Trung Quốc và Mediacorp Studios của Singapore hợp tác sản xuất (Mediacorp Studios chịu trách nhiệm về âm thanh, âm nhạc trong bộ phim) dựa trên bộ truyện cùng tên của nhà văn Kim Dung. Phim do Lý Quốc Lập (từng đạo diễn phim Tiên kiếm kỳ hiệp 2005 và phim Thiên ngoại phi tiên 2006) đạo diễn, được phát sóng lần đầu tiên trên kênh truyền hình KMTV-1 của Trung Quốc vào tháng 7 năm 2008. Đây là phiên bản có nhiều thay đổi cốt truyện nhất, thêm nhiều cảnh đấu võ và chiến tranh vào hơn so với cốt truyện.
Lúc phiên bản này vừa ra mắt thì nhận nhiều chỉ trích.

## Nhận xét kịch bản
Bộ phim nói chung được đón nhận nồng nhiệt ở Trung Quốc khi lên sóng từ tháng 7 đến tháng 9 năm 2008, mặc dù vấp phải một số tranh cãi vì có sự thay đổi một số phần nhất định của cuốn tiểu thuyết vì mục đích thẩm mỹ để tiếp cận khán giả hiện đại.
So với nguyên tác của Kim Dung, kịch bản phim lần này có một số thay đổi như sau:
- Mục Niệm Từ là con duy nhất chứ không phải có 4 anh em. Mục Niệm Từ phiên bản này còn cùng Hoàn Nhan Hồng Liệt và Âu Dương Khắc chiến đấu với quân Mông Cổ do Sát Hợp Đài chỉ huy đang bao vây Yên Kinh (Trung Đô, nay là Bắc Kinh) nước Kim.
- Dương Khang khám phá ra lẽ thật chấp nhận gốc gác là người Tống (dân Hán), trở về với gia đình cha mẹ ruột Dương Thiết Tâm, Bao Tích Nhược và con nuôi của cha mình là Mục Niệm Từ. Tuy nhiên do Hoàn Nhan Hồng Liệt và Âu Dương Khắc dùng mưu khiến Dương Khang bị người Tống không dung nên Dương Khang phải về Yên Kinh (Trung Đô, nay là Bắc Kinh) nước Kim, tiếp tục theo phụng sự nước Kim.
- Âu Dương Khắc được mẹ cho biết là con ruột của tây độc Âu Dương Phong, không phải chú cháu, còn trong truyện thì Âu Dương Khắc cho tới chết cũng không biết Âu Dương Phong là cha ruột, chỉ có Hoàng Dung biết chuyện này. Nhưng trong phiên bản này, ngoài Hoàng Dung còn có Hoàn Nhan Hồng Liệt, Mục Niệm Từ, Dương Khang đều biết Âu Dương Khắc là con ruột của Âu Dương Phong. Âu Dương Khắc phiên bản này còn cùng Hoàn Nhan Hồng Liệt và Mục Niệm Từ chiến đấu với quân Mông Cổ do Sát Hợp Đài chỉ huy đang bao vây Yên Kinh (Trung Đô, nay là Bắc Kinh) nước Kim.
- Dương Thiết Tâm là người truyền dạy võ công của Quách Dương lưỡng gia cho Quách Khiếu Thiên ngày xưa và truyền day võ công của Quách Dương lưỡng gia cho Quách Tĩnh và Dương Khang sau này.
- Dương Thiết Tâm và Bao Tích Nhược chết dưới làn mưa tên của Hoàn Nhan Hồng Liệt chứ không tự sát như trong truyện.
- Dương Khang không chết trong miếu Thiết Thương sau khi chưởng vào nhuyễn vị giác của Hoàng Dung như trong truyện, mà Dương Khang được Âu Dương Phong và Hoàng Dung tha mạng tại miếu hoang đó. Mục Niệm Từ và Hoàn Nhan Hồng Liệt giúp Dương Khang quay về nước Kim. Sau khi Yên Kinh (Trung Đô, nay là Bắc Kinh) nước Kim rơi vào tay quân Mông Cổ, Dương Khang cùng Hoàn Nhan Hồng Liệt sang giúp đỡ Đế quốc Hoa Thích Tử Mô (Đế quốc Khwarezm) phía tây chống lại Quách Tĩnh và quân Mông Cổ của Thành Cát Tư Hãn đang đánh đến. Dương Khang chỉ huy quân Hoa Thích Tử Mô nhiều lần đánh bại quân Mông Cổ do Quách Tĩnh chỉ huy. Nhờ các kế sách của Hoàng Dung, Quách Tĩnh và quân Mông Cổ của Thành Cát Tư Hãn mới đánh bại Dương Khang và quân Hoa Thích Tử Mô, chiếm được kinh thành Tát Ma Nhĩ Hãn (Samarkand, nay thuộc Uzbekistan) của đế quốc Hoa Thích Tử Mô (Đế quốc Khwarezm). Dương Khang đâm và ép chết Hoàn Nhan Hồng Liệt và được Quách Tĩnh tha chết cho về Nam Tống. Cuối cùng Dương Khang cải tà quy chính, trở về cố hương Ngưu gia thôn của Nam Tống sống với Mục Niệm Từ và con là Dương Quá được mấy tháng. Cuối cùng để bảo vệ thê tử và chuộc tội vì đã giết Âu Dương Khắc, Dương Khang chết điềm tĩnh dưới chưởng của Âu Dương Phong, chứ không bị trúng độc và bị quạ mổ như trong truyện. Phim Thần điêu đại hiệp 2014 đi tiếp mạch phim này nên có nhắc đến tình tiết Dương Khang chết do trúng chưởng của Âu Dương Phong.
- Âu Dương Khắc yêu Mục Niệm Từ thật lòng, cùng với Dương Khang dẫn đến mối tình tay ba, vẫn tranh Hoàng Dung với Quách Tĩnh vì muốn có Cửu Âm Chân Kinh. Cuối cùng cam nguyện chết dưới thiết thương của Dương Khang.
- Lý Bình, mẹ Quách Tĩnh, cùng Hoa Tranh đi tìm Hoàng Dung ở phía nam, gặp và đưa Hoàng Dung đến doanh trại Mông Cổ để Hoàng Dung ra kế sách cho Quách Tĩnh dẫn quân Mông Cổ đánh đế quốc Hoa Thích Tử Mô (Đế quốc Khwarezm). Lý Bình còn đem Tuần mã công phu của Quách gia truyền dạy cho nàng và thừa nhận Hoàng Dung làm con dâu.
- Hoa Tranh luôn liên lạc với Quách Tĩnh khi Quách Tĩnh về nam thông qua hai con bạch điêu đưa thư, việc này khiến Hoàng Dung ghen. Tuy nhiên một hôm Quách Tĩnh nhận thư báo của một tướng lĩnh Mông Cổ viết rằng Hoa Tranh cùng Oa Khoát Đài, Đà Lôi nam tiến đánh Kim nhưng bị đánh tan, Hoa Tranh đã tử chiến. Cả Hoàng Dung và Quách Tĩnh đều đau lòng về việc này. Tuy nhiên sau đó Hoa Tranh xuất hiện cứu Đà Lôi thoát khỏi sự truy bắt của Sử Di Viễn và Hoàn Nhan Hồng Liệt, ép Quách Tĩnh phải cưới mình và chia tay Hoàng Dung. Sau đó Hoa Tranh cùng Lý Bình đi tìm Hoàng Dung ở phía nam, gặp và đưa Hoàng Dung đến doanh trại Mông Cổ để Hoàng Dung ra kế sách cho Quách Tĩnh dẫn quân Mông Cổ đánh đế quốc Hoa Thích Tử Mô (Đế quốc Khwarezm). Lúc đầu Hoa Tranh và Lý Bình chỉ muốn Hoàng Dung ngầm ra kế sách thông qua Lỗ Hữu Cước giúp Quách Tĩnh hạ kinh thành Tát Ma Nhĩ Hãn (Samarkand, nay thuộc Uzbekistan) của đế quốc Hoa Thích Tử Mô (Đế quốc Khwarezm) rồi phải về Nam Tống ngay. Khi Quách Tĩnh lập được đại công, Hoa Tranh tỏ vẻ không muốn để Hoàng Dung rời đi, muốn Hoàng Dung ở lại vì cô biết rằng cô không thể chen chân vào tình cảm sâu đậm giữa Quách Tĩnh và Hoàng Dung. Tuy nhiên Hoàng Dung nhờ Hoa Tranh chăm sóc Quách Tĩnh và vẫn rời đi. Lúc nghe lén việc Quách Tĩnh và Lý Bình đã mở cẩm nang mà Thành Cát Tư Hãn giao cho và biết họ sắp dọn dẹp về Nam Tống, Hoa Tranh đi tìm Thành Cát Tư Hãn chất vấn việc Thành Cát Tư Hãn dùng mạng của Lý Bình để ép Quách Tĩnh đánh Nam Tống, cô còn đòi Thành Cát Tư Hãn thu lại mật lệnh trong cẩm nang đó và chê Thành Cát Tư Hãn dùng kế tiểu nhân. Sau đó Hoa Tranh bị Thành Cát Tư Hãn giam lỏng, chứ không phải cô đi tìm Thành Cát Tư Hãn để bẩm báo việc Quách Tĩnh cùng Lý Bình sắp về Nam Tống và mong Thành Cát Tư Hãn ngăn họ như trong nguyên tác. Khi Quách Tĩnh được Đà Lôi tiễn về Nam Tống, Hoa Tranh chỉ đứng ở xa nhìn Quách Tĩnh rời đi.
- Hoàn Nhan Hồng Liệt dẫn quân Kim nhiều lần đánh bại quân Mông Cổ nam hạ, luôn lập đại công cho nước Kim. Hoàn Nhan Hồng Liệt còn cùng Âu Dương Khắc và Mục Niệm Từ chiến đấu với quân Mông Cổ do Sát Hợp Đài chỉ huy đang bao vây Yên Kinh (Trung Đô, nay là Bắc Kinh) nước Kim (trong cốt truyện thì khi quân Mông Cổ vây đánh Yên Kinh, Hoàn Nhan Hồng Liệt vẫn la cà ở nước Tống cho đến khi Dương Khang chết mới chịu về Kim). Sau đó thấy Thành Cát Tư Hãn muốn thông thương với đế quốc Hoa Thích Tử Mô (Đế quốc Khwarezm), Hoàn Nhan Hồng Liệt cùng Dương Khang sang Hoa Thích Tử Mô khiến cho mối bang giao Mông Cổ và Hoa Thích Tử Mô chưa bắt đầu thì đã trở thành kẻ thù với nhau. Thành Cát Tư Hãn phải rút bớt quân đang đánh Kim để sang đánh Hoa Thích Tử Mô với Quách Tĩnh làm tiên phong. Hoàn Nhan Hồng Liệt và Dương Khang sau đó bị Quách Tĩnh và Hoàng Dung cùng quân Mông Cổ của Thành Cát Tư Hãn vây khốn tại kinh thành Tát Ma Nhĩ Hãn (Samarkand, nay thuộc Uzbekistan) của đế quốc Hoa Thích Tử Mô (Đế quốc Khwarezm). Cuối cùng khi Tát Ma Nhĩ Hãn bị thất thủ, Hoàn Nhan Hồng Liệt bị Dương Khang bức tử, báo thù cho hai nhà Quách và Dương, chứ không phải khóc lóc xin Thiết Mộc Chân tha mạng và bị Thiết Mộc Chân hạ lệnh giết như trong nguyên tác.
- Châu Bá Thông và Lưu Anh tại núi Hoa Sơn trùng phùng như phiên bản Anh hùng xạ điêu 2003, chứ không phân ly như trong truyện.
- Thêm các cảnh đấu võ giữa Dương Khang và Cừu Thiên Nhận, giữa Cừu Thiên Nhận và Âu Dương Phong. Trong cốt truyện thì những người này chưa từng đấu võ với nhau.
- Do vấn đề tài chính, các tình tiết sau đã bị cắt bỏ:
  - Ngư Tiều Canh Độc kiếm chuyện ngăn Quách Tĩnh và Hoàng Dung đến gặp Nhất Đăng Đại Sư.
  - Quách Tĩnh được Hoàng Dung chỉ kế ngăn chặn cuộc giao binh giữa Truật Xích và Sát Hợp Đài.
  - Âu Dương Phong bị Quách Tĩnh bắt và thả 3 lần trong dôanh trại Mông Cổ.
  - Quách Tĩnh bị Âu Dương Phong bắt giữ ở Đế quốc Khwarezm, bị Âu Dương Phong ép phải giải thích Cửu Âm Chân Kinh cho hắn, đổi lại ngày ngày hắn nấu đồ ăn cho Quách Tĩnh ăn. Sau đó nhờ Chu Bá Thông và Cừu Thiên Nhận xuất hiện thì Quách Tĩnh trốn được khỏi Âu Dương Phong.
  - Chu Bá Thông rượt đánh Cừu Thiên Nhận từ nhà Tống sang nhà Kim, Mông Cổ, Đế quốc Khwarezm. Cứu được Quách Tĩnh khỏi Âu Dương Phong, rồi Chu Bá Thông lại rượt đánh Cừu Thiên Nhận từ Đế quốc Khwarezm quay lại Mông Cổ, nhà Kim, nhà Tống.
  - Khưu Xử Cơ được Thành Cát Tư Hãn mời đến Đế quốc Khwarezm để hỏi về thuật trường sinh bất lão. Khưu Xử Cơ thuyết phục được Thành Cát Tư Hãn rút quân từ Đế quốc Khwarezm về thảo nguyên Mông Cổ.
  - Bọn người Sa Thông Thiên, Hầu Thông Hải, Bành Liên Hổ và Linh Trí Thượng Nhân bị Chu Bá Thông bắt giữ ở núi Hoa Sơn và giải về Trùng Dương cung.
  - Âu Dương Phong điên điên khùng khùng đánh bại Quách Tĩnh, Hoàng Dược Sư và Hồng Thất Công tại Hoa Sơn luận kiếm lần 2.
  - Bành trưởng lão của Cái Bang xàm sỡ Mục Niệm Từ rồi bị Hoàng Dung thả chim điêu mổ chết.
  - Đà Lôi chỉ huy quân Mông Cổ đánh thành Tương Dương của nhà Tống. Quách Tĩnh và Hoàng Dung đến thành Tương Dương phò tá Lữ Văn Hoán chống quân Mông Cổ. Sau đó Quách Tĩnh và Hoàng Dung lẻn đến trại quân Mông Cổ để ám sát Đà Lôi nhưng nghe tin Thành Cát Tư Hãn vừa đánh xong Tây Hạ thì sắp qua đời, Quách Tĩnh và Hoàng Dung mới theo Đà Lôi về thảo nguyên Mông Cổ.

Sự thiên lệch tiểu dị của kịch bản so với nguyên tác đã gây nên rất nhiều tranh luận trong giới xem và phê bình phim khi bộ phim ra mắt vào năm 2008. Đạo diễn Lý Quốc Lập đã cắt ráp thêm bớt khiến cho phim chuyện có phần hào hứng, lôi cuốn và nhất là đoạn kết có hậu hơn hẳn nguyên tác cũng như so những kịch bản trước đã được đóng đi đóng lại nhiều lần. Trong nguyên tác, Kim Dung có phần ca ngợi công lao trong cuộc tây chinh Hoa Thích Tử Mô (Đế quốc Khwarezm) của Quách Tĩnh, nâng Quách Tĩnh lên làm đại anh hùng, nhưng trong bộ phim này, nhân vật Hoàng Dung (Lâm Y Thần thủ vai) dám lên tiếng nói thẳng với Quách Tĩnh (Hồ Ca thủ vai) rằng cuộc tây chinh Hoa Thích Tử Mô này là đi xâm lược quốc gia của người khác, là việc làm không đúng nhưng vì là lệnh của Thành Cát Tư Hãn nên buộc phải nghe theo. Tuy nhiên với nhiều độc giả, họ lại không chịu nổi được sự rườm rà quá đáng của bản phim này. Sự chọn lựa giàn ê-kíp tài tử từ Trung Quốc đại lục, Đài Loan, Hồng Kông và Singapore ngoại hình đẹp, trang phục hợp thời thượng. Ngoại cảnh được quay tại những danh thắng nổi tiếng tại Hoa Lục. Diễn viên diễn xuất thể hiện vai vế rất đạt: Hồ Ca (diễn viên Trung Quốc đại lục) mang vẻ khờ khạo của Quách Tĩnh mà cũng khá cứng cỏi, Lâm Y Thần (diễn viên Đài Loan) xinh đẹp và thành công trong sự nhanh nhẹn, hơi tinh ranh, nhưng vẫn giữ nét hồn nhiên ngây thơ của nhân vật Hoàng Dung. Lưu Thi Thi (diễn viên Trung Quốc đại lục) với vẻ mặt bồn chồn lo lắng rất hợp với Mục Niệm Từ lúc nào cũng lao đao lận đận với mối tình không còn chọn lựa và với tính khí giảo hoạt của Dương Khang. Viên Hoằng (diễn viên Trung Quốc đại lục) với cặp mắt rất sắc bén và cũng khá tráo trở trong vai Dương Khang. Châu Hải My (diễn viên Hồng Kông) với khuân mặt hiền, đẹp, khả ái, u buồn cam chịu mà quý phái rất hợp trong vai Bao Tích Nhược. Quách Lượng (diễn viên Singapore) đã biến một Hoàn Nhan Hồng Liệt tiểu nhân nhát gan trong nguyên tác trở thành một Hoàn Nhan Hồng Liệt nam tử hán đầu đội trời chân đạp đất, nhiều lần lãnh đạo quân Kim gây khó dễ cho quân Mông Cổ của Thành Cát Tư Hãn. Tuy nhiên đây mới chỉ là ý kiến của các khán giả chưa từng đọc qua tiểu thuyết và những khán giả yêu thích sự tái hợp lần này của cặp đôi tiên đồng ngọc nữ Hồ Ca và Lâm Y Thần sau bộ phim Thiên ngoại phi tiên 2006.
Theo những khán giả trung thành của Kim Dung thì bản phim này đã bóp méo nguyên tác, tình tiết thêm vào không được hợp lý. Các diễn viên diễn chưa đủ đạt đến tầm tính cách nhân vật được miêu tả trong tác phẩm của Kim Dung. Hoàng Dung của Lâm Y Thần thiếu đi độ thông minh tinh quái của nhân vật, tính cách khắc họa chưa có sự khác biệt so với các vai diễn trong các bộ phim thần tượng trước đây của cô (tính cách Hoàng Dung phiên bản này vẫn còn khá giống với nhân vật Tiểu Thất do Lâm Y Thần thủ vai trong Thiên ngoại phi tiên 2006). Hồ Ca bị chê nhiều ở khoản đầu tóc bù xù, cũng như vẻ khờ khạo có chút thái quá. Đó là về hình thức, còn về nội dung, Lý Quốc Lập thêm thùa một đoạn không có trong nguyên tác lúc đôi phu phụ Dương Thiết Tâm và Bao Tích Nhược trùng phùng. Lúc chưa thấy rõ mặt nhau họ la ơi ới khóc lóc thiếu điều muốn chết lên chết xuống, thế mà khi đã đoàn tụ sum vầy cả hai không thèm nói chuyện lấy một câu. Thậm chí đến bữa cơm, Bao dâng cơm cho chồng, Dương chỉ ăn có một miếng nhỏ rồi buông đũa bỏ ra ngoài. Sau cùng Dương sai Bao kéo nước để rửa chân cho ông như một cử chỉ săn sóc chồng. Trong lúc Bao cúi xuống rửa chân, bất ngờ Dương xáng lên mặt vợ một bạt tai. Rồi Bao cũng vung tay trả đũa tát tai lại chồng. Rồi cả hai ôm nhau khóc nức nở. Cái tát tai của Dương chứng ông đã tha lỗi cho vợ đã lấy Hoàn Nhan Hồng Liệt. Và cái tát của Bao là vừa giận lẫy cũng vừa tha thứ chồng đã bỏ mình và đi cứu chị là Lý Bình để cả hai phải chia ly suốt 18 năm. Đây chỉ đơn cử một vài chi tiết nhỏ mà Lý Quốc Lập đã tỷ mỷ thêm thắt... Còn những chi tiết đi quá xa so với nguyên tác là chi tiết Mục Niệm Từ từng nhiều lần ra chiến trường giúp Hoàn Nhan Hồng Liệt đẩy lui cuộc tiến công của quân Mông Cổ
- Ca khúc Anh hùng mịch do Trịnh Trung Cơ trình diễn thể hiện sự cô đơn trong tâm hồn khi làm anh hùng của Quách Tĩnh, nhiều lúc không rõ việc chém giết tàn sát theo lệnh của Thành Cát Tư Hãn để trở thành anh hùng có hợp với ý trời hay không.
- Ca khúc Ô vân nhiên do Hồ Ca trình diễn thể hiện việc nhung nhớ Trung Nguyên, nhớ Hoàng Dung ở Trung Nguyên của Quách Tĩnh đang sống ở thảo nguyên Mông Cổ, chỉ cần có Hoàng Dung bên cạnh, Quách Tĩnh có thể an định cả giang sơn.
- Ca khúc Anh hùng đạo do Tô Vĩnh Khang trình diễn thể hiện rõ đạo làm anh hùng của Quách Tĩnh, chí làm trai phải bốn biển là nhà, cứ theo lý tưởng của mình mà tiến tới.
- Ca khúc Ngã chỉ năng ái nễ do Bành Thanh trình diễn thể hiện rõ nét tình cảm của Hoàng Dung dành cho Quách Tĩnh, dù cả thế gian đều chống lại Quách Tĩnh thì Hoàng Dung vẫn chỉ có thể yêu một mình Quách Tĩnh, cùng Quách Tĩnh sống cùng sống chết cùng chết, dù có luân hồi bao nhiêu kiếp thì Hoàng Dung vẫn chỉ yêu một mình Quách Tĩnh.

## Diễn viên
- Hồ Ca: Quách Tĩnh
- Lâm Y Thần: Hoàng Dung
- Viên Hoằng: Dương Khang
- Lưu Thi Thi: Mục Niệm Từ
- Từ Cẩm Giang: Âu Dương Phong
- Lý Giải: Âu Dương Khắc
- Lý Úc: Chu Bá Thông
- Lưu Lập Kỳ: Anh Cô
- Vu Tử Khoan: Kim Thế Tông
- Quách Lượng: Hoàn Nhan Hồng Liệt
- Nhậm Thiên Dã: Quách Khiếu Thiên
- Ngũ Vũ Quyên: Lý Bình
- Ông Gia Minh: Dương Thiết Tâm
- Châu Hải My: Bao Tích Nhược
- Hoàng Thu Sinh: Hoàng Dược Sư
- Vương Hiểu Thần: Phùng Hành
- Vương Vân Siêu: Trần Huyền Phong
- Khổng Duy: Mai Siêu Phong
- Đặng Lập Dân: Kha Trấn Ác
- Kim Lương: Chu Thông
- Quách Minh Nhĩ: Hàn Bảo Câu
- Hàn Chí: Nam Hy Nhân
- Trần Cương: Trương A Sinh
- Vương Chính Quyền: Toàn Kim Phát
- Hà Tư Dung: Hàn Tiểu Oanh
- Vương Kiến Quốc: Cừu Thiên Nhận
- Ba Âm: Thành Cát Tư Hãn
- Lý Viễn: Truật Xích
- Bách Toàn Bảo: Sát Hợp Đài
- Vu Kim Thánh: Oa Khoát Đài
- Hứa Thánh Nam: Đà Lôi
- Đàm Kiến Xương: Triết Biệt
- Lưu Quân: Mộc Hoa Lê
- Lưu Chiên Tân: Bác Nhĩ Hốt
- Lý Hoành Vĩ: Xích Lão Ôn
- Tạ Na: Hoa Tranh
- Nghiêm Hồng Chí: Trát Mộc Hợp
- Từ Minh: Sa Thông Thiên
- Lão Bì: Bành Liên Hổ
- Qua Tề: Lương Tử Ông
- Đỗ Hồng Quân: Hầu Thông Hải
- Lý Khánh Tường: Linh Trí thượng nhân
- Tiếu Binh: Khúc Tam (Khúc Linh Phong)
- Vương Toa Toa: Cô Ngốc
- Cơ Kỳ Lân: Vương Trùng Dương
- Dương Nghệ: Mã Ngọc
- Lưu Kiến Vĩ: Đàm Xứ Đoan
- Cung Chí Tỷ: Lưu Xứ Huyền
- Triệu Nghị: Khưu Xứ Cơ
- Dương Quang: Vương Xứ Nhất
- Từ Tiểu Minh: Hác Đại Thông
- Khưu Tư: Tôn Bất Nhị
- Tống Dương: Doãn Chí Bình
- Dương Nhất Phàm: Lục Thừa Phong
- Ứng Tuấn: Lục Quán Anh
- Lương Gia Nhân: Hồng Thất Công
- Trương Bách Quân: Lỗ Hữu Cước
- Chu Trọng: Thẩm Thanh Cương
- Trương Triệu Ngọc: Tiền Thanh Kiện
- Vương Đức Vũ: Ngô Thanh Liệt
- Viên Mân: Mã Thanh Hùng
- Dương Tiểu Cường: Lê Sinh
- Phòng Chấn Hoa: Dư Triệu Hưng
- Triệu Ân Toàn: Lương trưởng lão
- Sử Tế Phổ: Bành trưởng lão
- Tiếu Vinh Sinh: Nhất Đăng đại sư
- Hầu Kiệt: Hòa thượng Thiên Trúc (Ấn Độ)
- Trương Hành Bình: Ngư phu
- Tạ Lâm: Tiều phu
- Mã Phi: Nông phu (Võ Tam Thông)
- Trương Cung: Thư sinh (Chu Tử Liễu)
- Trình Hoằng: Hoàng Thường
- Lư Dũng: Đoàn Thiên Đức
- Vu Lôi: Sử Di Viễn
- Trần Tĩnh Vũ: Quốc vương Ala ad-Din Muhammad II của Hoa Thích Tử Mô
- An Thụy Vân: Hoàng tử Jalal al-Din Mangburni của Hoa Thích Tử Mô

## Âm nhạc
- Anh hùng mịch - [Anh hùng cô độc] (英雄寞): Ca khúc mở đầu phim, nhạc của Kim Đại Châu, lời của Lâm Kiều, do Trịnh Trung Cơ trình diễn. Ca khúc thể hiện sự cô đơn trong tâm hồn khi làm anh hùng của Quách Tĩnh, nhiều lúc không rõ việc chém giết tàn sát theo lệnh của Thành Cát Tư Hãn để trở thành anh hùng có hợp với ý trời hay không.
- Ô vân nhiên - [Đốt cháy mây đen] (烏雲然): Ca khúc kết thúc phim, do Hồ Ca trình diễn. Ca khúc thể hiện việc nhung nhớ Trung Nguyên, nhớ Hoàng Dung ở Trung Nguyên của Quách Tĩnh đang sống ở thảo nguyên Mông Cổ, chỉ cần có Hoàng Dung bên cạnh, Quách Tĩnh có thể an định cả giang sơn.
- Anh hùng đạo - [Đạo làm anh hùng]  (英雄道): Do Tô Vĩnh Khang trình diễn. Ca khúc thể hiện rõ đạo làm anh hùng của Quách Tĩnh, chí làm trai phải bốn biển là nhà, cứ theo lý tưởng của mình mà tiến tới
- Ngã chỉ năng ái nễ - [Em chỉ có thể yêu duy nhất một mình anh] (我只能爱你): Do Bành Thanh trình diễn. Ca khúc thể hiện rõ nét tình cảm của Hoàng Dung dành cho Quách Tĩnh, dù cả thế gian đều chống lại Quách Tĩnh thì Hoàng Dung vẫn chỉ có thể yêu một mình Quách Tĩnh, cùng Quách Tĩnh sống cùng sống chết cùng chết, dù có luân hồi bao nhiêu kiếp thì Hoàng Dung vẫn chỉ yêu một mình Quách Tĩnh.

## Thông tin thêm
- Bộ phim Anh hùng xạ điêu này của Hồ Ca và Lâm Y Thần khởi quay từ ngày 23 tháng 7 năm 2006 khi Lâm Y Thần vừa bay từ Đài Loan qua Trung Quốc. Sau đó, ngày 2 tháng 8 năm 2006 đoàn phim bay sang thảo nguyên của Mông Cổ và thảo nguyên Nội Mông của Trung Quốc để quay các cảnh Quách Tĩnh và Hoàng Dung ở thảo nguyên Mông Cổ và các cảnh quân Mông Cổ tây chinh Hoa Thích Tử Mô (Khwarezm) trước, sau đó đoàn phim bay về phim trường Hoành Điếm của Trung Quốc quay toàn bộ nội dung phim. Thật không may, Hồ Ca bị tai nạn ô tô vào ngày 29 tháng 8 năm 2006 khi đang trên đường cao tốc từ Hoành Điếm đi Thượng Hải[4], Lâm Y Thần phải quay về Đài Loan. Trong thời gian bị hoãn quay do Hồ Ca đang hồi phục sau tai nạn, đoàn phim đã bắt đầu quay bộ phim mới mang tên Liêu Trai kỳ nữ 2007 để giữ các thành viên trong đoàn tiếp tục làm việc trong thời gian chờ Hồ Ca tái xuất quay tiếp bộ phim Anh hùng xạ điêu này[4]. Đầu tháng 3 năm 2007 từ Đài Loan, Lâm Y Thần bay qua Hồng Kông rồi bay sang Trung Quốc, quay lại phim trường Anh hùng xạ điêu này để quay những cảnh riêng của Hoàng Dung (những cảnh quay không có Quách Tĩnh bên cạnh Hoàng Dung) trong phim[5]. Kế đó Lâm Y Thần bay qua Hồng Kông, rồi bay về Đài Loan để tham gia vào bộ phim Thơ ngây 2 với Trịnh Nguyên Sướng từ ngày 26 tháng 3 năm 2007[6]. Thời gian đó Lâm Y Thần dù đang bận quay Thơ Ngây 2 ở Đài Loan nhưng cô vẫn luôn giúp đỡ cho Hồ Ca khi Hồ Ca đang muốn bỏ nghề diễn, đang gặp giai đoạn khó khăn nhất trong sự nghiệp (Lâm Y Thần tặng cho Hồ Ca hai câu mà sau này Hồ Ca cứ nhắc mãi trong các variety show: "1. Diễn xuất là quá trình khai phá nhân tính của nhân vật; 2. Dùng cả sinh mệnh để diễn xuất" )[7]. Khi Hồ Ca chuẩn bị tái xuất thì kịch bản Anh hùng xạ điêu tới kỳ hạn hợp đồng. Lúc đó, Thái Nghệ Nông (CEO công ty sản xuất Đường Nhân) phải đích thân đến Hồng Kông gặp tác giả Kim Dung thương lượng. Kim Dung dừng tất cả thủ tục ký hợp đồng với đối tác mới và gia hạn hợp đồng cũ cho ê-kíp phim Anh hùng xạ điêu của Thái Nghệ Nông thêm 1 năm, đồng thời không yêu cầu thêm tiền lệ phí bản quyền[8]. Đặc biệt, Kim Dung còn chuyển lời động viên đến Hồ Ca: "Trải qua đại nạn, tất có đại thành, tiếp tục nỗ lực, cuối cùng sẽ thành công". Kim Dung cũng đề nghị sẽ cho thêm cảnh quay Quách Tĩnh thụ thương vì quá chiêu với cao thủ nhằm giải thích cho sự biến đổi khuôn mặt của Hồ Ca[8]. Đến tháng 8 năm 2007, Hồ Ca chính thức quay lại phim trường Anh hùng xạ điêu để đóng tiếp vai Quách Tĩnh[5]. Lâm Y Thần liền bay từ Đài Loan, trung chuyển qua Hồng Kông, qua Trung Quốc, tiếp tục vào vai Hoàng Dung để quay cho xong bộ phim còn dang dở[5]. Phim Thơ Ngây 2 của Lâm Y Thần ở Đài Loan phải tạm ngưng (thực tế trong thời gian này Lâm Y Thần vẫn bay đi bay lại giữa Trung Quốc và Đài Loan để quay Anh hùng xạ điêu này và Thơ Ngây 2, nhưng Lâm Y Thần dành thời gian quay Anh hùng xạ điêu này nhiều hơn). Ngày 29 tháng 10 năm 2007 Hồ Ca tổ chức sinh nhật hoành tráng cho Lâm Y Thần ngay tại phim trường Anh hùng xạ điêu này để cảm ơn Lâm Y Thần đã vực dậy tinh thần cho anh quay lại với nghề diễn (Hồ Ca cho cột dây đưa Lâm Y Thần lên không trung rồi bắn pháo hoa khắp các rặng núi xung quanh, sau đó Hồ Ca tặng bánh kem khá to cho Lâm Y Thần)[7]. Đầu tháng 12 năm 2007 Lâm Y Thần quay xong Anh hùng xạ điêu[5] thì lập tức bay về Đài Loan tiếp tục quay phim Thơ Ngây 2 (They Kiss Again) với Trịnh Nguyên Sướng[6]. Còn đoàn phim Anh hùng xạ điêu tiếp tục quay những cảnh còn lại mà nhân vật Hoàng Dung của Lâm Y Thần không xuất hiện, đến ngày 18 tháng 1 năm 2008 thì đoàn phim mới hoàn thành việc quay phim.
- Diễn viên Lưu Thi Thi đóng vai Mục Niệm Từ trong phim này cũng là người đóng vai Hoàng Sam nữ tử trong Ỷ Thiên Đồ Long ký (2009).
- Diễn viên Ba Âm đóng vai Thành Cát Tư Hãn trong phim này cũng là người đóng vai Triết Biệt trong Anh hùng xạ điêu (2003) và Kim Luân quốc sư trong Thần điêu đại hiệp (2006).
- Tôn Hưng ban đầu được chọn vào vai Hồng Thất Công nhưng sau đó đã được thay thế bởi Lương Gia Nhân do sự trì hoãn quay phim 1 năm từ việc hồi phục sau tai nạn giao thông của Hồ Ca, điều này khiến Tôn Hưng quyết định rời bỏ đoàn phim ra đi, gây ra xung đột pháp lý với đoàn phim. Tôn Hưng đã quay một số cảnh (ví dụ như cảnh Hồng Thất Công truyền thụ Hàng Long thập bát chưởng cho Quách Tĩnh, cảnh Hồng Thất Công cùng Quách Tĩnh đấu Âu Dương Khắc, cảnh Hồng Thất Công đấu với Âu Dương Phong trên thuyền, cảnh Hồng Thất Công trên đảo hoang với Quách Tĩnh và Hoàng Dung, cảnh Hồng Thất Công và Chu Bá Thông đột nhập vào hoàng cung nhà Tống) trước khi bị thay thế bởi Lương Gia Nhân, và những cảnh quay đó đã được quay lại khi Lương Gia Nhân đảm nhận vai Hồng Thất Công của Tôn Hưng[9][10][11]. Diễn viên Lương Gia Nhân đóng vai Hồng Thất Công trong phim này cũng là người đóng vai Tiêu Phong trong Thiên Long bát bộ (1982), Quách Tĩnh trong Thần điêu đại hiệp (1983), Lộc Trượng Khách trong Ỷ Thiên Đồ Long ký (1993) và Hồng Thất Công trong Thần điêu đại hiệp (1998), Phong Thanh Dương trong Tiếu ngạo giang hồ (phim 2013).
- Diễn viên Châu Hải My đóng vai Bao Tích Nhược trong phim này cũng là người đóng vai Chu Chỉ Nhược trong Ỷ Thiên Đồ Long ký (1994), mới đây sau hơn 25 năm bà tham gia phiên bản Ỷ Thiên Đồ Long Ký với vai Duyệt Tuyệt Sư Thái là Sư Phụ của Chu Chỉ Nhược.
- Diễn viên Từ Cẩm Giang đóng vai Âu Dương Phong trong phim này cũng là người đóng vai Ngao Bái trong Lộc Đỉnh ký 1992, Tiểu Bảo và Khang Hy 2000, Lộc Đỉnh ký 2008; vai Ôn Phương Đạt trong Tân Bích huyết kiếm 1993; vai Tạ Tốn trong Ỷ Thiên Đồ Long ký (2003). Từ Cẩm Giang cùng với Hồ Ca và Lâm Y Thần tham gia các phim Tiên kiếm kỳ hiệp (2005) và Thiên ngoại phi tiên (2006).
- Diễn viên Vương Kiến Quốc đóng vai Cừu Thiên Nhận và Cừu Thiên Trượng trong phim này cũng là người đóng vai Du Liên Châu trong Ỷ Thiên Đồ Long ký (2009)
- Diễn viên Lý Giải đóng vai Âu Dương Khắc trong phim này cũng là người đóng vai Lâm Bình Chi trong phim truyền hình Tiếu ngạo giang hồ (phim truyền hình 2001)
- Diễn viên Lý Úc đóng vai Chu Bá Thông trong phim này cũng là người đóng vai Nam Hải Ngạc Thần trong phim Thiên long bát bộ 2003 và vai Cừu Thiên Nhận cùng vai Cừu Thiên Trượng trong phim Anh hùng xạ điêu 2003
- Diễn viên Trương Hành Bình đóng vai Ngư phu (một trong 4 đệ tử của Nhất Đăng đại sư) trong phim này cũng là người đóng vai Lỗ Hữu Cước trong phim Anh hùng xạ điêu 2003
- Diễn viên Cơ Kỳ Lân đóng vai Vương Trùng Dương trong phim này cũng là người đóng vai Ân Thiên Chính trong Ỷ Thiên Đồ Long ký 2003.
- Dàn diễn viên Triệu Nghị (vai Khưu Xứ Cơ trong phim này), Hàn Chí (vai Nam Hy Nhân trong phim này), Quách Minh Nhĩ (vai Hàn Bảo Câu trong phim này), Đặng Lập Dân (vai Kha Trấn Ác trong phim này), Trương Bách Quân (vai Lỗ Hữu Cước trong phim này) và Lý Khánh Tường (vai Linh Trí thượng nhân trong phim này) cùng với Hồ Ca và Lâm Y Thần từng tham gia bộ phim Thiên ngoại phi tiên (2006).
- Phân đoạn Quách Tĩnh (Hồ Ca thủ vai) và Hoàng Dung (Lâm Y Thần thủ vai) bị Dương Khang và Cái Bang bắt đến Hiên Viên đài và Hoàng Dung giành lại chức Bang chủ Cái Bang được quay suốt 8 ngày 8 đêm liên tiếp. Trong đó có 1 đêm ngày 29 tháng 10 năm 2007 là đêm mà Hồ Ca tổ chức sinh nhật hoành tráng cho Lâm Y Thần (Hồ Ca cho cột dây đưa Lâm Y Thần lên không trung rồi bắn pháo hoa khắp các rặng núi xung quanh, sau đó Hồ Ca tặng bánh kem khá to cho Lâm Y Thần).
- Cây Đả cẩu bổng được sử dụng trong bộ phim này cũng chính là cây Đả cẩu bổng từng được sử dụng trong ba bộ phim Thiên long bát bộ 2003, Anh hùng xạ điêu 2003 và Thần điêu đại hiệp 2006 trước đó.
- Các phân đoạn trong Thiếu niên Dương gia tướng 2007 được sử dụng lại cho cảnh hồi tưởng mô tả cái chết của Dương Tái Hưng.
- Trang phục quân sự của nhà Tống ban đầu được thực hiện cho Thiếu niên Dương gia tướng 2007, sau đó được sử dụng lại trong bộ phim này. Trang phục quân đội của người Mông Cổ trong bộ phim này sau đó được sử dụng lại trong Thiên nhai chức nữ 2010.
- Một số cảnh quay quân Mông Cổ công phá thành Tương Dương trong phim Thần điêu đại hiệp 2006 được bộ phim này sử dụng lại để thế hiện quân Mông Cổ đánh các thành nước Kim.